# Партений III Доростолски
Партений (на гръцки: Παρθένιος, Партениос) е гръцки духовник, митрополит на Вселенската патриаршия.

## Биография
През юли 1764 година е избран и по-късно е ръкоположен за доростолски митрополит на Дристра. През декември 1790 година е свален, защото „от момента, в който той недостойно получи тази епархия и бе овластен, той нямаше друга цел, освен да събира епископските приходи и права, главно и за своите епитропи, и да се дистанцира и да се скита в други парохии въпреки законния ред и разрешение на църквата, да прекарва вречето си лошо и да разпилява и харчи приходите от тази епархия, за да изпълни ненаситното си желание и да остави повереното му разумно Христово стадо пусто и необгрижено“. На 20 юли 1792 година той подава официална оставка, като обещава, че ще се установи мирно на един от островите на Бяло море и уволнението е отменено. Не е известно кога умира.